# James Prendergast (Richter)

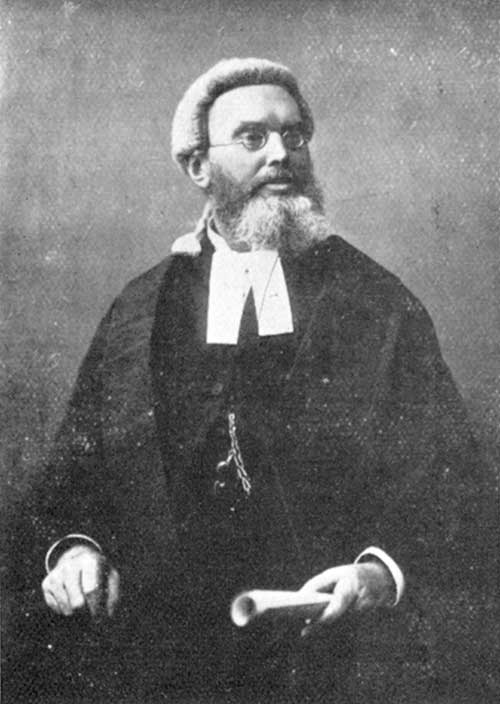
James Prendergast

Sir James Prendergast (* 10. Dezember 1826 in London; † 27. Februar 1921 in Wellington) war von 1875 bis 1899 der dritte Chief Justice von Neuseeland. Prendergast war der erste Oberste Richter, der auf Empfehlung einer eigenverantwortlichen neuseeländischen Regierung ernannt wurde. Er ist vor allem wegen seiner weitreichenden Entscheidung im Fall von Wi Parata gegen den Bischof von Wellington bekannt, in dem er den Vertrag von Waitangi für „null und nichtig“ erklärte.

## Frühes Leben
Prendergast wurde 1826 in London geboren. Er war der jüngste Sohn von Kronanwalt Michael Prendergast und seiner Ehefrau Caroline Dawe.
Er wurde an der St Paul’s School in London erzogen. 1845 trat er in das Caius College in Cambridge ein, wechselte jedoch bald an das Queens’ College. 1849 erhielt er den BA. 1849 heiratete er in Cambridge Mary Jane Hall. Die Ehe blieb kinderlos. Prendergast wurde 1849 in den Middle Temple aufgenommen und hätte somit als Anwalt vor Gericht arbeiten dürfen. Er lehrte jedoch an der  Routledge’s School in Bishop’s Hull in der Grafschaft Somersetshire.
1852 reiste er nach Goldfunden in den australischen Bundesstaat Victoria. Er hatte al Goldsucher einigen Erfolg, erkrankte aber an Dysenterie und zug zurück in die Stadt, wo er als öffentlicher Angestellter arbeitete, zuerst in Elephant Bridge, dann in Carisbrook und 1854 in Maryborough. 1856 gründete ein anderer Londoner, der junge Julius Vogel, einen Laden neben Prendergast’s Büro auf dem Dunolly Field nahe Maryborough. Vogel und Prendergast begannen eine lange und gegenseitig nutzbringende Beziehung.
Prendergast beschloss, nach Neuseeland umzuziehen und traf mit seiner Frau am 20. November 1862 in Dunedin ein. Er erhielt im gleichen Jahr die Gerichtszulassung für Otago. Seine Ankunft in Dunedin traf zufällig mit dem Goldrausch in Otago zusammen. 33 Anwälte wurden 1862 in Dunedin registriert, 20 weitere in den folgenden drei Jahren. Prendergast’s erster Kunde war Julius Vogel, damals Herausgeber der Otago Daily Times.
In Dunedin war Prendergast erfolgreich. Er wurde Senior-Partner der Kanzlei Prendergast, Kenyon and Maddock. 1863 wurde er zum amtierenden Staatsanwalt der Provinz Otago ernannt und 1865 wurde er Crown Solicitor in Otago.

## Politische Karriere
Ab 1865 stieg Prendergast vom Parlamentsabgeordneten über das Amt des Attorney-General zum Chief Justice von Neuseeland auf. Im November 1881 wurde er zum Knight Bachelor geschlagen.

### Legislative Council
Prendergast, John Parkin Taylor, Arthur Seymour, John Acland, James Crowe Richmond, James Rolland, Henry Miller, Henry Joseph Coote und Alfred Rowland Chetham-Strode wurden am 8. Juli 1865 zu Mitgliedern des Legislative Council, des Oberhauses des Parlamentes, ernannt. Prendergast schied am 15. März 1867 wieder aus.

### Attorney-General
Am 16. Oktober 1865 wurde er unter Premier Edward Stafford Attorney-General von Neuseeland. Als Attorney-General war es Prendergast’s Aufgabe, das Strafrecht zu konsolidieren. In diesem Prozess entwarf er 94 Gesetze. Er half auch, Ordnung in die juristischen Berufe zu bringen – 1870, wurde die New Zealand Law Society mit Prendergast als erstem Präsidenten gegründet.
1867 schied er aus dem Legislative Council aus, legte sein Amt als Crown solicitor (Staatsanwalt) in Otago nieder, schloss seine Kanzlei und zog nach Wellington. Er schied am 1. September 1976 aus dem Amt des Attorney-General, sein Amtsnachfolger wurde Frederick Whitaker.

### Chief Justice
Am 1. April 1875 wurde er als Nachfolger für George Arney auf Vorschlag der Regierung Vogel von Gouverneur Normanby zum Chief Justice ernannt. Seine Amtszeit endete am 25. Mai 1899, Amtsnachfolger war Robert Stout.

#### Wi Parata v Bishop of Wellington
Prendergast’s bekanntester Fall war Wi Parata v the Bishop of Wellington im Jahre 1877. In diesem Fall ging es um Māoriland in Porirua, das der anglikanischen Kirche für den Bau einer Schule zur Verfügung gestellt worden war. Die Schule wurde jedoch nie gebaut und Wi Parata verlangte die Rückgabe des Landes an die Ngāti Toa.
In seinem Urteil vertrat Prendergast den Standpunkt, dass traditionelle Besitzansprüche der „Eingeborenen“, die nicht auf einem Crown grant beruhen, nicht vor den Gerichten anerkannt oder durchgesetzt werden könnten, da der Vertrag von Waitangi „null und nichtig“ sei. Er nannte die Māori „primitive Barbaren“ und sagte, sie seien „unfähig, die Pflichten einer zivilisierten Gemeinschaft zu erfüllen und hätten daher auch keinen Anspruch auf deren Rechte“. Prendergast’s Urteil wurde 1938 im Prozess Te Heuheu Tukino v Aotea District Maori Land Board sowohl revidiert als auch verstärkt. Das Gericht stellte fest, dass der Vertrag von Waitangi im Sinne der Übertragung der Souveränität an die Briten wirksam sei, da er aber nicht Teil des kodifizierten Rechtes Neuseeland sei, sei er für die Krone jedoch nicht bindend.

#### Angriff auf Parihaka
Als Chief Justice vertrat Prendergast mehrfach als Administrator of the Government den Governor-General. 1881 vertrat er Arthur Gordon, als dieser einen Besuch auf Fidschi machte. Prendergast missbrauchte die Gelegenheit, um einen Angriff auf das Dorf des Māori-Pazifisten Te Whiti o Rongomai in Parihaka zu autorisieren. Der Gouverneur hatte zuvor deutlich gemacht, dass er gegen eine solche Aktion sei.

## Späteres Leben
Prendergast trat am 25. Mai 1899 als Chief Justice  zurück, nachdem seine Frau am 5. März gestorben war. Er wurde ein Direktor der Wellington Trust, Loan and Investment Company Limited und der  Colonial Mutual Life Assurance Society Limited. Im Mai 1902 wurde er zu einem der Direktoren der Bank of New Zealand ernannt. Er war auch an landwirtschaftlichen Fragen interessiert und wurde erster Präsident der Manawatu and West Coast Agricultural and Pastoral Association. 1912 wurde Prendergast der Ehrentitel „Honourable“ verliehen.
Prendergast starb am 27. Februar 1921 in Wellington.